# Eparquia uniata de Pinsk e Turov
Eparquia de Pinsk e Turov, também Pinsk e Turov do Rutenos, foi uma eparquia da Igreja uniata rutena como parte do Grão-Ducado da Lituânia durante a existência da Comunidade Polaco-Lituana. Existiu em 1596-1795. e cobriu principalmente o território do povet de Pinsk, na voivodia de Brest e povet de Mozir, na voivodia de Minsk. A eparquia era parte da Metrópole de Kiev, Galícia e Toda a Rutênia, sufragânea da arquieparquia de Polatsk.

## História

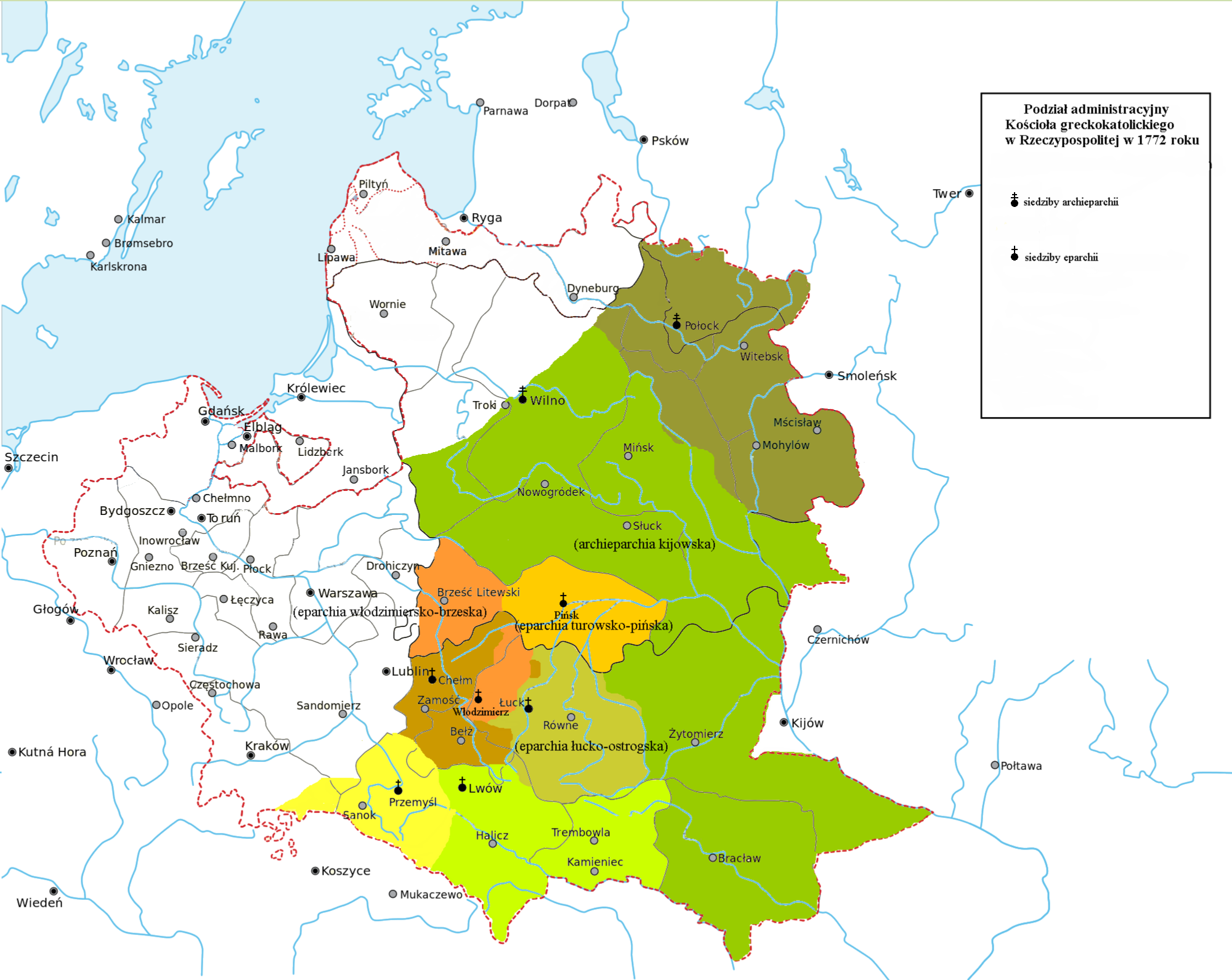
Divisão administrativa da Igreja greco-católica em 1772 (antes da partição da Comunidade Polaco-Lituana)

A eparquia de Pinsk e Turov foi criada como resultado da transição das eparquias ortodoxas de Pinsk e Turov para o uniatismo após a União de Berestia em 1596. Foi a menor das eparquias uniatas em número de fiéis: em 1666, a eparquia incluía 10 igrejas paroquiais. Em 1676, havia 39 padres nas propriedades reais da eparquia, 46 nas propriedades aristocráticas, e 74 no número total de paroquianos. O número de paróquias cresceu à medida que as igrejas e mosteiros ortodoxos se tornaram uniatas. Em 1668, o Mosteiro Pinsk Leshchinski tornou-se uniata.
No início do século XVIII, a eparquia de Pinsk e Turov incluía 100 paróquias. Em 1722, cerca de 20.000 pessoas foram transferidas para os uniatas e, em 1743, os mosteiros da Assunção Krupiatski Vvedenski e Novodvorski também se tornaram uniatas. Em 1772, a eparquia ocupava uma área de 25,2 mil km² na voivodia de Brest e era composta por cerca de 20 reitorias.
Após a divisão da Comunidade Polaco-Lituana, o território da eparquia foi anexado ao Império Russo. Em 1795, devido à conversão das paróquias uniatas à Ortodoxia e à reorganização da estrutura da Igreja uniata, a eparquia foi abolida. As paróquias cujos fiéis permaneceram uniatas tornaram-se parte da recém-formada eparquia uniata de Brest em 1798.